# Tibert de Provença
Tibert de Provença (vers 860-vers 911) va ser comte de Provença; també s'esmenta com a Teutberg d'Avinyó.

## Origen
Tibert seria originari d'una família vienesa procedent d'un vescomte de la ciutat, pot ser Arnoux de Viena.

## Un fidel de Bosó i un suport de Lluís
Tibert era un fidel de Bosó de Provença del qual havia rebut en feu, Mantaille en Viennois.
Durant la minoria del fill de Bosó, Lluís III, Tibert, amb els bisbes de Viena i de Lió, va ajudar a Ermengarda, la regent de Provença. René Poupardin precisa que en aquesta època Teutberg era comte d'Avinyó i d'Apt.
Apareix llavors com a comte de Provença des de 890 quan acompanya al placitum de Varennes a aquest mateix Lluís, després conegut com a Lluís III el Cec.
El 896, Tibert declara que l'església d'Apt, sense dubte «assignada» al seu comitatus per confusió del fisc i dels béns de l'Església, havia estat arruïnada « tant pels bàrbars com per la maldat de certs cristians » fent probablement referència a les exaccions de les bandes de sarraïns que, a partir de La Gàrdia Frainet, destrossaven la Provença oriental, i dels borgonyons, és a dir els parents d'Hug d'Arle, fill del bosònida Teobald d'Arle que havia combatut al costat de Bosó en els anys 880- 881 i era cosí del rei Lluís.
Lluís va descarregar sobre el comte Tibert l'administració del seu regne, sobretot en el moment de les seves expedicions a Itàlia. A aquest títol, Tibert intervingué en diverses ciutats, en particular a Ate, el 896, i després a Arles, Avinyó i Marsella el 904, on va disposar de la terra comtal. En el que concerneix a Marsella es tracta certament «d'un acaparament sense vergonya on l'enriquiment té més part que la preocupació de l'administració pública ». En aquesta època, cap a 903- 905, Tibert s'hauria acostat probablement a Hug d'Arle, el nou home fort del Regne.

## Esborrat davant Hug d'Arles
El 905, en ser cegat el rei de Provença/Borgonya Cisjurana, Lluís III, Hug d'Arle va esdevenir conseller del sobirà. Des de llavors Tibert va desaparèixer davant Hug. S'esmenta no obstant fins al 908 o, segons Paul-albert Fevrier, fins a cap al 910, és a dir pràcticament fins al 911, data en la qual el comte Hug fou nomenat duc i marquès de Provença i marquès del Vienès. Va instal·lar la seva capital a Arle (Lluís III residia a Viena) i per això el regne quan va passar a les seves mans fou conegut també com a regne d'Arle. Després del 911 s'ignora si va viure i el que va fer. Hug, per refermar-se en el poder, es va casar el 912 amb Wil·la de Borgonya, germana del rei i filla de Bosó de Provença que havia quedar vídua de Rodolf I de Borgonya († 25 d'octubre del 912), però Wil·la va morir el 914.

## Descendència
Un dels seus nets podria estar a l'origen de la família dels vescomtes de Marsella. Segons diferents historiadors, Arlulf de Marsella seria en efecte el fill de Tibert II d'Arle, senyor de 925 a 942, ell mateix fill de Tibert, comte de Provença.
Tanmateix aquesta filiation és qüestionada per certs estudis recents, sobretot els de Florian Mazel, que rebutgen aquesta ascendència i atribueixen la instal·lació d'Arlulf a Provença a la influència del rei Conrad III de Borgonya, del qual Arlulf era el seu vassall i peó.